# Podolasia varicolor
Podolasia varicolor är en skalbaggsart som beskrevs av Saylor 1948. Podolasia varicolor ingår i släktet Podolasia och familjen Melolonthidae. Inga underarter finns listade i Catalogue of Life.